# Råbelövskanalen

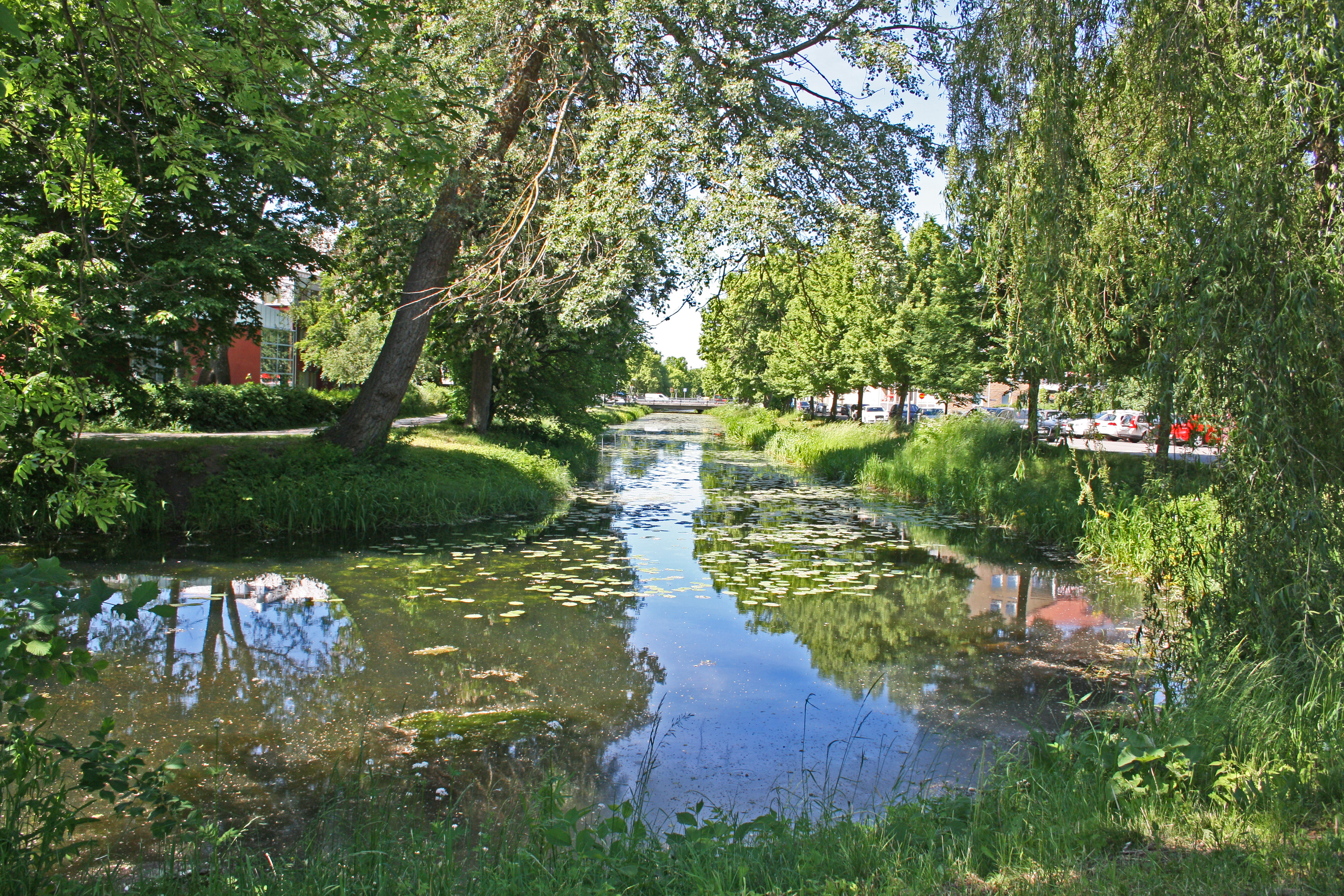
Råbelövskanalen i centrala Kristianstad, sedd i riktning norrut.

Råbelövskanalen är ett kanaliserat vattendrag i Kristianstads kommun, Skåne. Kanalen avvattnar Råbelövssjön norr om Kristianstad och flyter söderut genom ett odlingslandskap. Vid Nosaby viker kanalen av in mot de centrala delarna av Kristianstad, för att därefter mynna ut i Helge å vid pumpstationen Södra dämmet beläget vid Lastageplatsen.